# Sick of It All

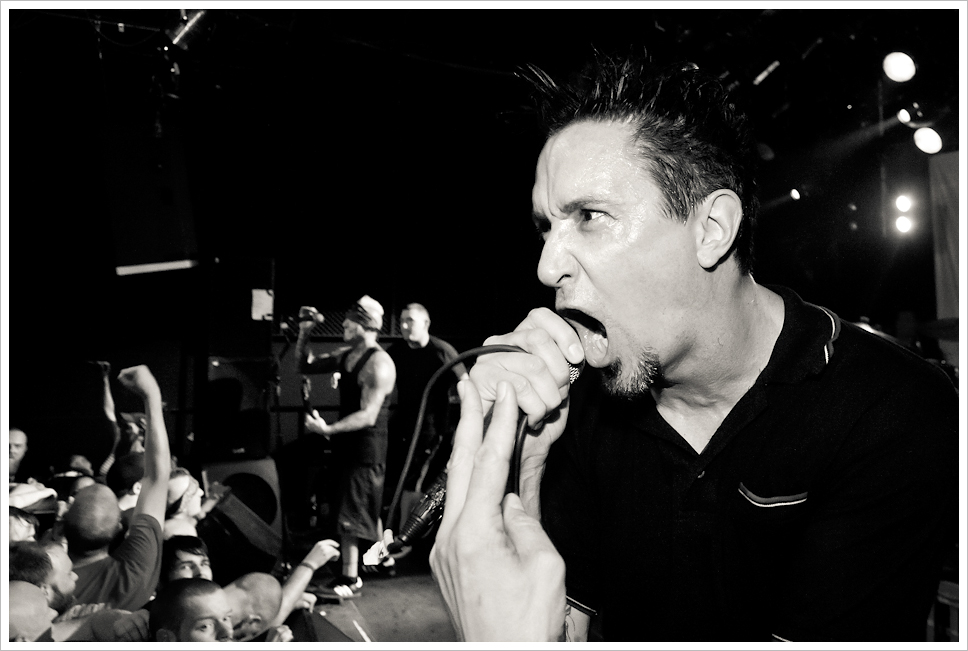
Sick of it All na scenie

Sick of It All – zespół z Nowego Jorku grający hardcore, założony w 1986.

## Dyskografia
- 1987: Sick of It All
- 1989: Blood, Sweat and No Tears
- 1991: We Stand Alone
- 1992: Just Look Around
- 1994: Scratch the Surface
- 1995: Live in a World Full of Hate (Live)
- 1995: Spreading the Hardcore Reality
- 1997: Built to Last
- 1998: Potential for a Fall
- 1999: Call to Arms
- 2000: Yours Truly
- 2001: The Story so Far (VHS)
- 2002: Live in a Dive (Live)
- 2003: Life on the Ropes
- 2004: Outtakes for the Outcasts (B-Seiten)
- 2006: Death to Tyrants
- 2007: Our Impact Will Be Felt - A Tribute to Sick of It All
- 2010: Based On A True Story[1]
- 2011:  XXV Nonstop
- 2014: The Last Act of Defiance

## Single
- 1994: Step Down
- 1996: Cool As a Mustache
- 1997: Us vs. Them
- 1999: Potential for a Fall
- 2000: Maladjusted
- 2003: Relentless